# Porte de Mérantais

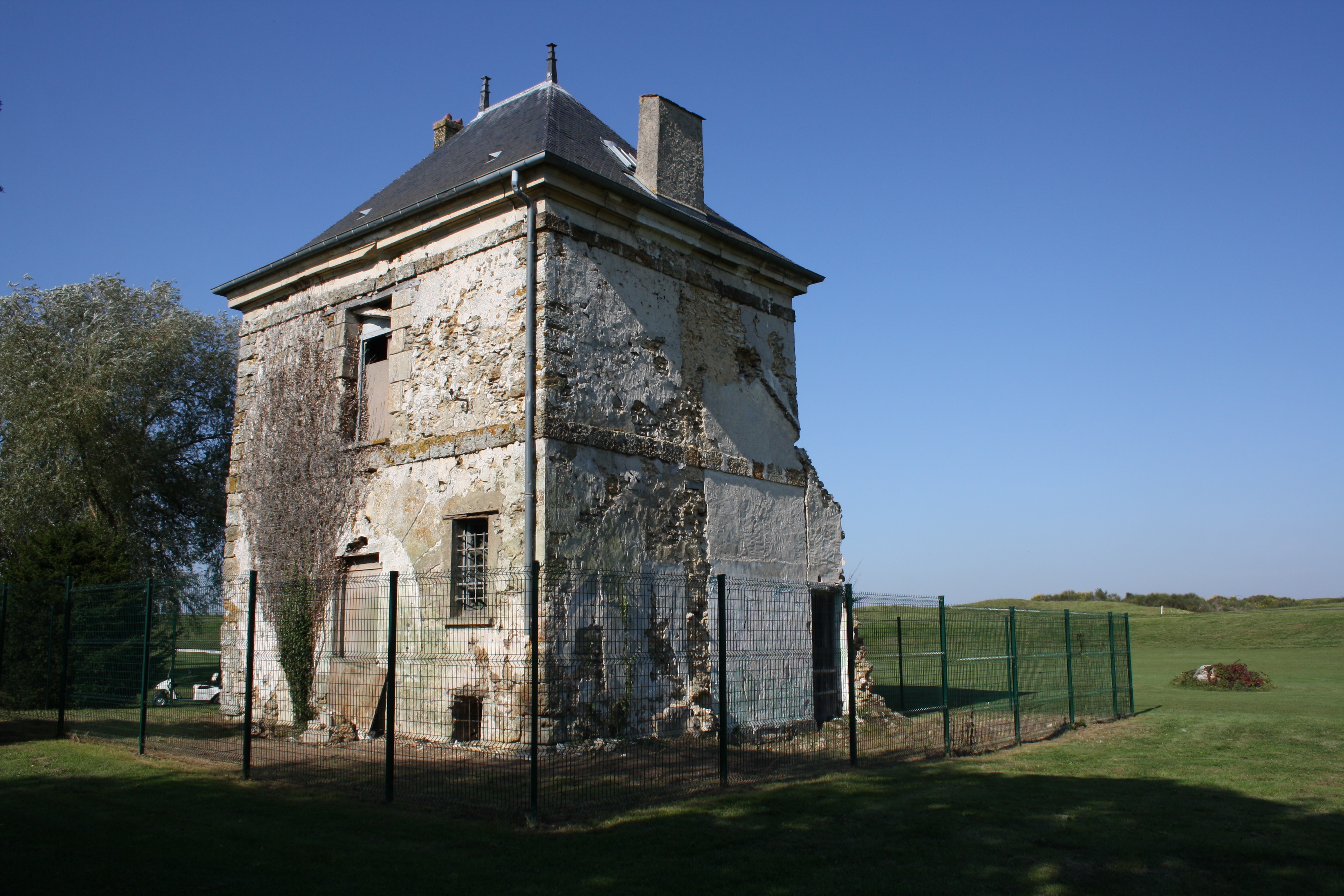
Porte de Mérantais in Magny-les-Hameaux (2011)

Die Porte de Mérantais in Magny-les-Hameaux, einer französischen Gemeinde im Département Yvelines der Region Île-de-France, wurde 1684 errichtet. Das Torhaus, das zum Park des Schlosses von Versailles gehörte, ist seit 1989 als Monument historique geschützt.
Das zweigeschossige Bauwerk aus Bruchsteinmauerwerk wurde nach Plänen des Architekten Jules Hardouin-Mansart (1646–1708) errichtet. Das Torhaus gehörte zur 43 Kilometer langen Einfriedung des Schlossparkes, die 24 Zugänge besaß. Ein Teil des Parkes diente der Jagd und hatte deshalb 22 Jagdpavillons. 
Die Porte de Mérantais war das Wohnhaus des Jagdaufsehers.